# سلحفاة سودانية
سلحفاة سوداني أو سلحفاة سولكاتا (بالإنجليزية: African spurred tortoise) (باللاتينية: Geochelone sulcata) .هو نوع من السلاحف، يسكن في الطرف الجنوبي من الصحراء الكبرى في شمال أفريقيا. ويعتبر هذا النوع هو ثالث أكبر أنواع السلاحف في العالم، وأكبر أنواع سلاحف البر الرئيسى

## الحجم
السلحفاة السودانية هي ثالث أكبر نوع من السلاحف في العالم بعد سلحفاة غالاباغوس وسلحفاة ألدابرا العملاقة .  يمكن ان يصل طولها الي إلى 83 سم وأن تزن 105 كلغ. وهي تنمو من حجم فقس البيض (5-7 سم) بشكل سريع جدا، تصل إلى 15-25 سم في غضون السنوات القليلة الأولى من حياتهم. ومتوسط حياة السلحفاة حوالي 50-150 سنة